# Feregi
Feregi – wieś w Rumunii, w okręgu Hunedoara, w gminie Cerbăl. W 2011 roku liczyła 62 mieszkańców.